# São Martinho de Galegos
São Martinho de Galegos is een plaats (freguesia) in de Portugese gemeente Barcelos en telt 2 051 inwoners (2001).